# ماتلوك (مسلسل)
ماتلوك (بالإنجليزية: Matlock)‏ هو مسلسل كوميدي تم إنتاجه في الولايات المتحدة. يلعب فيه أندي جريفيث دور محامي الدفاع بين ماتلوك. بدأ عرضه في سنة 1986. بلغ عدد مواسم المسلسل 9 مواسم، بلغ عدد حلقاته 195 حلقة، وتبلغ مدة الحلقة الواحدة 48 دقيقة. تم بث المسلسل لأول مرة بتاريخ 3 مارس 1986 بينما تم بث آخر حلقة منه بتاريخ 7 مايو 1995 بعد أن استمر لقرابة 9 أعوام. من بطولة أندي جريفيث، ليندا بيرل، نانسي ستافورد، جولي سومارس، كاري ليزر وكين هوليداي.

## روابط خارجية
- ماتلوك على موقع IMDb (الإنجليزية)
- ماتلوك على موقع ميتاكريتيك (الإنجليزية)
- ماتلوك على موقع الموسوعة البريطانية (الإنجليزية)
- ماتلوك على موقع روتن توميتوز (الإنجليزية)
- ماتلوك على موقع ليتربوكسد (الإنجليزية)
- ماتلوك على موقع كينوبويسك (الروسية)
- ماتلوك على موقع ألو سيني (الفرنسية)
- ماتلوك على موقع قاعدة بيانات الفيلم (الإنجليزية)